# Kumumgahok
A kumumgahok a Csillagok háborúja elképzelt univerzumának egyik értelmes népe, ami a Tatuin nevű bolygón élt.

## Leírásuk
A kumumgahok emberszerű élőlények voltak, akiknek bőr- és szemszínük sárga, hajuk pedig fekete volt.
Ez a mára már kihalt értelmes faj valamikor fejlett technológiával rendelkezett. Sikerült kifejleszteniük az űrutazást és a Tatuinon kívül más bolygókon is alapítottak kolóniákat. Az utazásaik magukra vonták a rakaták figyelmét, akik Y. e. 25 793-ben megtámadták a kumumgahokat és a Tatuint a Rakata Végtelen Birodalomhoz (angolul: Rakatan Infinite Empire) csatolták. Később a kumumgahok felkeltek a rakaták ellen, de a rakaták büntetésül lebombázták a bolygót, elrontva az ökoszisztémáit; azóta sivatagos a Tatuin.
Feltételezések szerint ekkortájt a kumumgahok két részre oszlottak. Az egyik csoportból lettek a ghorfák, a taszkenek ősei, míg a másik csoportból a dzsavák fejlődtek ki.
Talán a legismertebb kumumgah Lonai, egy Erő-érzékeny férfi, aki a rakata invázió alatt meghalt.

## Megjelenése a képregényekben, videojátékokban
Az alábbi lista bemutatja azokat a videojátékokat és képregényeket, amelyekben szerepelnek, vagy meg vannak említve a kumumgahok:
- Star Wars: Dawn of the Jedi 1: Force Storm, Part 1
- Star Wars: Knights of the Old Republic
- Star Wars: The Old Republic

## Fordítás
- Ez a szócikk részben vagy egészben a Kumumgah című Wookieepedia-szócikk fordítása. Az eredeti cikk szerkesztőit annak laptörténete sorolja fel.